# Суханов, Михаил Дмитриевич
Михаи́л Дми́триевич Суха́нов (8 (20) ноября 1800, Славянская, Княжеостровская волость, Архангельская губерния, Российская империя — апрель 1843, Новгород, Российская империя) — русский поэт, баснописец и автор текстов песен.

## Биография
Родился в 1801 (или 1802) году в Славянской в семье государственных крестьян.
В возрасте 10 лет был отдан в лавку к купцу-меняле, где он занимал должность сидельца, испытывая нужду и лишения. Спустя несколько лет самостоятельно научился читать и заниматься самообразованием, а чуть позже и писать стихи. Был поклонником Михаила Ломоносова, ибо его биография и поэзия дала зелёный свет в творчестве молодого поэта-самоучки.
Начиная с начала 1820-х годов он начал сотрудничать с газетой «Русский инвалид», для этого он из Архангельска в Петербург регулярно при помощи гонцов отправлял свои стихи. Талант поэта-самоучки был вознаграждён — его пригласили жить и работать в Петербург и с 1824 году он переехал туда. Первым покровителем поэта-самоучки являлся Фаддей Булгарин, который печатал его стихотворения в журнале «Сын отечества». После выхода из печати очередного стихотворения народ раскупил журнал за считанные дни, и на Михаила Дмитриевича обратили внимание московские и петербургские издания. Его стихотворения печатались в журналах «Атеней», «Благонамеренный», «Дамский журнал», «Отечественные записки», «Славянин».
В 1828 году вышла книга его стихов, которая была награждена серебряной медалью Российской академии. Две последующие книги вышли из печати в 1836 году. Написал 35 стихотворений, за которых спустя многие годы взялись композиторы и спустя много лет его назвали популярным поэтом-песенником, среди которых выделяются: «Ах кручина, ты кручинушка!», «Любил молодец красну девицу» и другие. К огромному сожалению, кроме неимоверной популярности, литературная деятельность не принесла материального достатка. Большую часть своей трудной жизни он провёл в бедности и нищете, постепенно меняя литературные жанры, однако это не принесло ему достатка.
Он скончался в 1843 году в Новгороде в полной нищете.